# Bernardo I del Congo

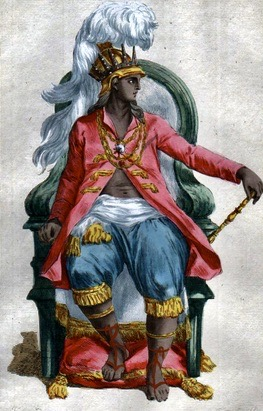

Bernardo I del Congo (... – 1567) è stato un re congolese.

## Biografia
Divenne re del Congo dopo aver assassinato il fratellastro Afonso II, con l'appoggio del Portogallo, che voleva sul trono un monarca meno ostile ai suoi interessi nella regione. Dopo la congiura e con il nuovo re, tuttavia, i pochi portoghesi rimasti nel Paese furono nuovamente espulsi o morirono nelle rivolte popolari che ebbero luogo nel 1561.
Il regno di Bernardo I durò dal 1561 al 1567. Egli morì combattendo contro i clan Yaka nel 1567 al confine orientale del regno. I gruppi Yaka, chiamati anche Jagas, tentarono di invadere e conquistare il regno congolese fino al 1568.
Gli successe Henrique I.